# Aba (làng)
Aba là một làng thuộc hạt Fejér, Hungary. Làng này có diện tích 88,05 km², dân số năm 2010 là 4687 người, mật độ 53 người/km².